# Ralf Littke
Ralf Littke (* 20. August 1957 in Essen) ist ein deutscher Geologe, der sich mit der Geologie und der Geochemie von Kohle und Erdöl befasst.

## Leben
Littke studierte ab 1976 Geologie an der Ruhr-Universität Bochum, mit dem Diplom 1981 und der Promotion 1985. Danach war er Wissenschaftlicher Mitarbeiter im Institut für Erdöl und Organische Geochemie am Forschungszentrum Jülich, ab 1993 als stellvertretender Direktor. 1993 habilitierte er sich in Bochum und ist seit 1997 ordentlicher Professor an der RWTH Aachen. Von 2010 bis 2012 war er zugleich Senator der Hochschule.
Littke befasst sich mit den Mechanismen der Bildung und Speicherung von Kohlenwasserstoffen (Erdöl, Erdgas, Kohle) in Gesteinen. Er ist Herausgeber des International Journal of Coal Geology und Mitherausgeber des Journal of Petroleum Geology.
Littke ist unter anderem Mitglied der Nordrhein-Westfälischen Akademie der Wissenschaften und der Acatech. Von 2011 bis 2013 stand er dem Rat des Deutschen Geoforschungszentrums vor und 2011 bis 2014 war er Vorsitzender der Geologischen Vereinigung.
2023 erhielt Littke die Gustav-Steinmann-Medaille.